# ダラス (原子力潜水艦)
|          |                                        |
| 艦歴     |                                        |
| 発注     | 1973年10月31日                         |
| 起工     | 1976年10月9日                          |
| 進水     | 1979年4月28日                          |
| 就役     | 1981年7月18日                          |
| 除役     | 2017年5月22日                          |
| 除籍     | 2018年4月4日                           |
| その後   | 除籍                                   |
| 母港     | コネチカット州グロトン                 |
| 性能諸元 |                                        |
| 排水量   | 6,900トン                              |
| 全長     | 110.3m（362ft）                        |
| 全幅     | 10m（33ft）                            |
| 喫水     | 9.4m（31ft）                           |
| 最大速   | 水上25kt（46km/h） 水中30+kt（56km/h） |
| 潜行深度 | 290m（950ft）                          |
| 機関     | S6G reactor 1基                        |
| 乗員     | 士官14名、兵員113名                    |
| モットー | First in Harm's Way                    |
|          |                                        |

ダラス（USS Dallas, SSN-700）は、アメリカ海軍のロサンゼルス級原子力潜水艦の13番艦。艦名はテキサス州ダラスに因んで命名された。その名を持つ艦としては3隻目。ただしダラスという名の艦はデモイン級重巡洋艦で2回(CA-140とCA-150)の建造が予定されたが、いずれも完成しなかった。先に完成していたクレムソン級駆逐艦ダラス(DD-199)は人名にちなみ、重巡に名を譲ることを想定してフルネームのアレクサンダー・ダラスに改名している。

## 艦歴
ダラスは、1973年10月31日にコネチカット州グロトンのジェネラル・ダイナミクス・エレクトリック・ボート社に建造発注され、1976年10月9日に起工した。1979年4月28日にウィリアム・P・クレメンツ・ジュニア夫人によって命名・進水し、1981年7月18日に艦長ドナルド・R・フェリアー大佐の指揮下就役する。ダラスは、ロサンゼルス級原子力潜水艦において火器管制システムとソナー・システムが全てデジタル制御された最初の艦であった。
就役後、ダラスはコネチカット州ニューロンドンで第12潜水艦開発戦隊に配属され、多くの調査および研究開発プロジェクトに参加した。1988年9月以来、ダラスはニューロンドンの第2潜水戦隊に所属する。同戦隊への配属期間にダラスは最初の近代化オーバーホールが行われ、様々な海外配備を完了した。
ダラスは、ニューハンプシャー州ポーツマスで燃料交換オーバーホールを完了した。オーバーホールの一環としてドライデッキ・シェルターが装着された。シェルターはセイル後方に装着され、小型潜水艇（Swimmer Delivery Vehicle, SDV）の運用が可能となった。
ダラスは、インド洋での1度の配備、地中海での4度の配備、ペルシャ湾での2度の配備および北大西洋での7度の配備を完了した。
1981年8月27日、ダラスはバハマのアンドロス島にある大西洋潜水試験評価センターに近づく際に座礁し、下部方向蛇を損傷した。数時間後に離礁し、ダラスは修理のためニューロンドンに帰還した。2017年5月、退役した。

## 賞
ダラスは、2度の部隊勲功章、2度の海軍殊勲部隊章および1986年・1991年・1992年・1993年・1999年・2000年にBattle E戦闘効率賞を受賞した。また、1993年には全艦隊での最優秀艦としてバッテンベルク・カップにノミネートされ、1999年にはEngineering "E"とMedical "M"を受賞した。